# Banine

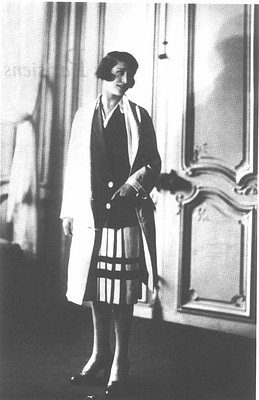
Banine (1931)

Banine ist das Pseudonym von Umm-El-Banine Assadoulaeff (Umm El-Banu Äsâdullayeva, Əsədullayeva Ümmülbanu Mirzə qızı; geboren am 18. Dezember 1905 in Baku; gestorben am 23. Oktober 1992 in Paris). Sie war eine französische Schriftstellerin aserbaidschanischer Herkunft. In Deutschland bekannt wurden die autobiografisch geprägten Werke Kaukasische Tage und Ich habe das Opium gewählt. In Frankreich galt Banine als „Botschafterin Ernst Jüngers“, über den sie drei Bücher verfasste.

## Leben
Banine war die Tochter von Mirza Assadoulaeff (1875–1936) und Umm El-Banu Nagieff. Beider Väter Shamsi Assadoulaeff (1840–1913) und Musa Nagieff (1849–1919) waren durch das Ölgeschäft am Kaspischen Meer zu Millionären geworden. Musa Nagieff gehörte der Bahai-Religion an.
Banine emigrierte Anfang der 1920er Jahre nach Paris, wohin schon ihr Vater emigriert war, der einige Monate (Dezember 1918 – April 1920) Minister für Industrie und Handel der Demokratischen Republik Aserbaidschan gewesen war. In Konstantinopel hatte sie ihren Mann verlassen, mit dem sie – fünfzehn Jahre alt – verheiratet worden war. Sie verdiente ihren Lebensunterhalt als Verkäuferin und führte Mode auf den Laufstegen der Pariser Salons vor. Nach dem Studium arbeitete sie als Übersetzerin und Journalistin. Sie hatte bald enge Kontakte zur festgefügten Gruppe der russischen Literaten im Exil. Zu diesem Kreis und ihren engeren Freunden zählten die Dichterin Teffi (Nadeschda Lochwizkaja) (1872–1952) und Iwan Bunin (1870–1953), der als erster Russe den Nobelpreis für Literatur erhielt.
Während der deutschen Besatzung wurde sie für Ernst Jünger (1895–1998) Türöffnerin zur kulturellen Szene in Paris. Die Freundschaft zu Jünger hatte bis ans Ende ihres Lebens Bestand. Andere Freunde unter den Schriftstellern wie Kazantzakis, Malraux und Henry de Montherlant drängten sie, ihre Arbeiten zu veröffentlichen. Nach der Mitwirkung an einer Übersetzung Jüngers veröffentlichte sie in Frankreich drei Bücher über ihn (1951, 1971 und 1989). Eine posthume Darstellung nennt sie gar „Botschafterin Ernst Jüngers“.
1956 konvertierte die Muslima, die bei Begegnungen mit Ernst Jünger in Antibes noch vor jedem Frühstück die erste Sure des Korans aufsagte, zum katholischen Glauben. Ihr Zögern und die Zweifel vor dieser Entscheidung beschrieb sie in dem Buch J’ai choisi l’Opium, das 1959 erschien.
Nach der politischen Wende lehnte sie alle Einladungen ab, nach Aserbaidschan zurückzukehren.

## Werke
- Nami. Gallimard 1942.
- Jours caucasiens. Julliard 1946.
- Jours parisiens. Julliard 1947, Gris Banal 2003.
- Rencontres avec Ernst Jünger. Julliard 1951.
- J’ai choisi l’opium. Stock 1959.
- Après. Stock 1962.
- La France étrangère. S.O.S Desclée de Brouwer 1968.
- L’appel de la dernière chance. S.O.S 1971.
- Portrait d’Ernst Jünger. Lettres, textes, rencontres. La Table Ronde 1971.
- Ernst Jünger aux faces multiples. Lausanne 1989.
- Ce que Marie m’a raconté. Le dit de la Servante de Marie. Cahier Bleus 1991.
- Beitrage in: La table ronde. Hommage à Ernst Jünger. (Hrsg. Georges Laffly) La Table Ronde 1976.

Deutsche Ausgaben
- Kaukasische Tage. Aus dem Französischen von Tilla Hardt. Wedding-Verlag, Berlin 1949; Freiburg im Breisgau 2008 (Vorwort von Ernst Jünger).
  - Neuübersetzung von Bettina Bach: Kaukasische Tage. Mit einem Nachwort von Olga Grjasnowa, dtv, München 2021, ISBN 978-3-423-28234-5
- Ich habe das Opium gewählt. Graz, Styria 1960 (übersetzt von Grete Steinböck).

Übersetzungen (Auswahl)
- Fjodor Michailowitsch Dostojewski: La femme d’un autre. Ou le mari sous le lit. Julliard 1945.
- Ernst Jünger: La Paix. (Übersetzung mit Armand Petijean)